# ذا أوبزرفر
ذا أوبزرفر هي صحيفة أسبوعية بريطانية تصدر كل يوم أحد وتعتمد في معظم مواضيعها على سياسة تحريرية إصلاحية واجتماعية ديموقراطية. وصدر أول عدد منها سنة 1791، وهي من بين أقدم الجرائد التي تنشر يوم الأحد.
عمل في صحيفة ذا اوبزرفر الصحفي فرزاد بازوفت الذي أعُدم في العراق عام 1990 بتهمة التجسس.

## وصلات خارجية
- ذا أوبزرفر على موقع الموسوعة البريطانية (الإنجليزية)
- ذا أوبزرفر على موقع الموسوعة البريطانية (الإنجليزية)